# Richard Schreiber
Richard Schreiber (* 16. September 1904 in Zabrze, Oberschlesien; † 1963 in Düsseldorf) war ein deutscher Maler, Grafiker und Illustrator.

## Leben
Richard Schreiber studierte zunächst Kunstgeschichte in Bonn. In Düsseldorf wurde er Schüler von Karli Sohn-Rethel, erweiterte seine Kenntnisse in Maltechniken, folgte ihm um 1922/23 nach Positano und ging 1925 mit dem Maler und Dichter Valentin Talaga (1894–1941), genannt Tino, und Sohn-Rethel in den Norden Afrikas nach Tripolis.
Angezogen von der Bewegung innerhalb der französischen Avantgarde, der Schule Henri Matisse und der Kunst der Moderne, studierte Schreiber, von seinen Freunden auch Mucki genannt, in Paris an der Académie de la Grande Chaumière unter Othon Friesz und an der Académie von André Lhote. Bis 1933 war er in Paris tätig und hatte mit seinem Freund Talaga ein Atelier in Meudon. Richard Schreiber malte expressive Landschaften, Stillleben und Porträts. Auch war er bekannt für seine Farbholzschnitte. Auf Ausstellungen des Jungen Rheinlands war er vertreten und wurde von dem Kunsthändler Alfred Flechtheim gefördert.
Im Dritten Reich, vor und während des Krieges, waren militärische Themen in den Großen Deutschen Kunstausstellungen beliebt und gewannen zunehmend an Bedeutung. Realistische Darstellung waren nicht gefragt, störten sie doch das so genannte „gesunde Volksempfinden“. Wirkungsvolle Kriegsdarstellungen, die zum Zeitgeschehen in direkter Beziehung standen, wurden in Gemälden und Studien der Marinemaler Adolf Bock oder Claus Bergen befriedigend dargestellt. Auch Richard Schreiber, als Mitglied der Reichskammer der bildenden Künste, erhielt vom damaligen Münchner Oberleutnant Schwich den Auftrag zu drei Kriegsbildern, welche er dem Stil der Zeit im Sinn der Blut-und-Boden-Ideologie anpasste. Otto Pankok soll Schreiber nach dem Krieg weniger seine 1939er Parteigenossenschaft verübelt haben (sein Vater habe ihn damals in der Partei angemeldet, soll Schreiber gesagt haben), sondern den gegen seine innere Überzeugung aufgegebenen Stil, und Schreibers Bilder der 1940er Jahre als „akademische Schinken“ tituliert haben. De facto war Schreiber bereits zum 1. August 1935 der NSDAP beigetreten (Mitgliedsnummer 3.681.164). Im Zweiten Weltkrieg hielt sich Schreiber in La Baule-Escoublac im Haus der Schwiegereltern seines PK-Kameraden Lothar-Günther Buchheim auf und war mit ihm der einzig beauftragte Kriegsmaler der Kriegsmarine. Das Haus der Deutschen Kunst zeigte auf der Großen Deutschen Kunstausstellung 1942 Schreibers U-Boot-Kunst. Das Bild, von ihm „U-Boot-Brückenwache“ genannt, wurde von der NS-Propaganda in „Gegen England“ umbenannt. Dieses Bild wurde ab 1942 der „Düsseldorfer Kunstmappe“ des Gauleiters Friedrich Karl Florian beigefügt. 1943 erstellte Schreiber „Nach der Geleitzugschlacht“ und 1944 das Bild „Wasserbomben“. Schreiber stand 1944 in der Gottbegnadeten-Liste des Reichsministeriums für Volksaufklärung und Propaganda.
Im Nachkriegsdeutschland wurde Schreiber 1947 vom Direktor der Kunstakademie Düsseldorf Werner Heuser als Professor dem Kollegium vorgeschlagen, was jedoch einstimmig abgelehnt wurde, da aufgrund dessen Propagandamalerei für die Nazis Schreiber zur Persona non grata geworden war. Zum Wintersemester stellte Heuser Richard Schreiber für zwei seiner Malklasse ein. Nachdem in einer Konferenz des Kollegiums die Schreiber-Vertrauensfrage gestellt wurde, und Otto Pankok für und Walter Köngeter gegen die Entfernung war und die restlichen Herren der Stimmen enthielten, wurde Richard Schreiber zuerst als Korrektor der Heuser Malklasse und später mit eigener Malklasse tätig. Zu seinen Schülern gehörten unter anderen Karl Heinz Krauskopf und Helmut Seegers (1922–2005).
1948 war seine Künstleranschrift an der Sittarder Straße 5 in Düsseldorf Sitz des Atelierhauses. In den 1950er Jahren folgten Reisen nach Spanien und Beteiligungen an Ausstellungen.
Richard Schreiber ist heute aufgrund seiner Vergangenheit vollständig in Vergessenheit geraten. Sieben Jahre nach dem Spiegelartikel „Rheinischer U-Boot-Krieg“ von 1948 erteilte ihm die Stadt Coesfeld am 27. Mai 1955 den Auftrag zum Phönix. Zur Eröffnung des neuen Rathauses am 8. Juli 1955 war das Sgraffito „Der Phönix – Auferstanden aus Ruinen“ im Treppenhaus fertiggestellt. Dokumentation zu seinen Werken finden sich im Bestand des „Rheinischen Archiv für Künstlernachlässe (RAK)“ in Bonn.

## Ausstellungen (Auswahl)
- 1927: im Juni Einzelausstellung im Goldberghaus, Buer (Westfalen)
- 1935: Weihnachts-Verkaufsausstellung Düsseldorfer Künstler, Städtische Kunsthalle, Hindenburgwall 11a
- 1941: Herbstausstellung Düsseldorfer Künstler, Kunsthalle Düsseldorf
- 1942: Der Rhein und das Reich, Düsseldorfer Kunstausstellung im Herzog Anton Ulrich-Museum, Braunschweig
- 1942: Große Deutsche Kunstausstellung, Haus der Deutschen Kunst, München
- 1943: Espositione Palazzo Strozzi, Gastausstellung Düsseldorfer Künstler in Florenz
- 1943: Große Frühjahrs-Ausstellung, Kunstverein Hannover, im Künstlerhaus Sophienstr. 28
- 1943: Große Deutsche Kunstausstellung, Haus der Deutschen Kunst, München[13]
- 1944: Frühjahrsausstellung Düsseldorfer Künstler, Kunsthalle Düsseldorf
- 1948: Ausstellung Westdeutscher Maler, Essen
- 1952: Große Weihnachtsausstellung der bildenden Künstler von Rheinland und Westfalen, Kunstpalast, Ehrenhof Düsseldorf
- 1953: 25 Jahre Rheinische Sezession, In den Räumen des Kunstvereins Düsseldorf
- 1953/54/55: Große Weihnachts-Ausstellung (1953) der bildenden Künstler von Rheinland Westfalen, Kunstpalast, Ehrenhof Düsseldorf
- 1954: Galerie Hella Nebelung, Gouachen aus Spanien (Einzelausstellung)
- 1956: Galerie Hella Nebelung, Bilder aus Spanien, Richard Schreiber, Peter Janssen und Oswald Petersen
- 1957: Bildende Kunst am Bauwerk, Ausstellung im Künstlerverein Malkasten, Düsseldorf
- 1957/58/59: Winter-Ausstellung der bildenden Künstler von Rheinland und Westfalen, Kunstpalast Düsseldorf
- 1959: Galerie Hella Nebelung, Kunst aus Berlin, mit Schreiber, Bachmann, Hartung, W. Heldt, Kuhn, Schreiber, Schumacher, Trier, Uhlmann, Zimmermann
- 1961: Große Düsseldorfer Kunstausstellung, Düsseldorf
- 1961/63: Winter-Ausstellung der bildenden Künstler von Rheinland und Westfalen, Kunstpalast, Ehrenhof Düsseldorf
- 1965: Kunstverein für die Rheinlande und Westfalen, Richard Schreiber mit Werner Heuser und Edo Murtić